# ディラクエ
ディラクエ（欧字名:Diraqouee、2005年5月14日 - ）は、日本の競走馬。主な勝ち鞍に2007年の北海道2歳優駿。同年度のNARグランプリサラブレッド2歳最優秀馬に選出された。

## 経歴

### 競走馬時代
2007年5月16日、ホッカイドウ競馬の門別競馬場で行われたフレッシュチャレンジを優勝。続くスニッツェル賞、イノセントカップを連続2着ののち、この年から新設されたブリーダーズゴールドジュニアカップでは1番人気に推され8着。
その後ルールオブロー賞を快勝したのち、ダートグレード競走の北海道2歳優駿に駒を進める。レースでは後方から進め中途から上位に進出すると、最後の直線でホウザンに競り勝って重賞初勝利を挙げた。ダート1700メートルの優勝タイム1分47秒0は、ホッカイドウ競馬の2歳レコードタイムを13年振りに更新するものであった。続く川崎競馬場の全日本2歳優駿はイイデケンシンに逃げ切られ2着に終わった。レース後、川崎競馬組合の内田勝義厩舎に転厩する。なお、2007年度のNARグランプリサラブレッド2歳最優秀馬は成田春男厩舎所属名義での選出となった。
転厩初戦となった京浜盃では直線鋭く伸び、2着ディアヤマトに5馬身差をつける圧勝を収めた。続く南関東クラシック第一弾となる羽田盃では11番人気の伏兵ニックバニヤンを捕まえきれず2着。続く第2弾の東京ダービーでも単勝1.4倍の圧倒的1番人気に支持されるが、中団から伸びず10番人気のドリームスカイから0.4秒差の4着に終わった。その後は登録のあったジャパンダートダービーを回避。休養ののち成田春男厩舎に戻ったが、復帰初戦となったNOSAI日高特別で7着、ディープインパクト・プレミアム3でも7着と振るわず引退した。

### 引退後
引退後は去勢されてノーザンホースパークで乗馬となり、馬術大会にも出場した。のちに札幌市清田区のモモセライディングファームへ移動し、現在もそこに繋養されている。

## 競走成績
以下の内容は、netkeiba.com、JBISサーチ、地方競馬全国協会に基づく。
| 年月日 | 年月日 | 年月日 | 競馬場 | 競走名                         | 格     | 頭数 | 枠番 | 馬番 | オッズ （人気） | オッズ （人気） | 着順 | 騎手     | 斤量 | 距離（馬場）  | タイム （上り3F） | タイム 差 | 勝ち馬/（2着馬）     |
| 2007   | 5.     | 16     | 門別   | フレッシュチャレンジ           |        | 9    | 4    | 4    | 1.5             | （1人）         | 1着  | 山口竜一 | 53   | ダ1700m（良） | 1:54.3 (38.5)     | 0.0       | （メスナー）         |
|        | 7.     | 4      | 旭川   | スニッツェル賞                 | OP     | 10   | 2    | 2    | 4.5             | （2人）         | 2着  | 山口竜一 | 53   | ダ1500m（良） | 1:38.2 (39.5)     | 0.8       | エックスダンス       |
|        | 8.     | 1      | 旭川   | イノセントC                    | H3     | 8    | 4    | 4    | 4.9             | （2人）         | 2着  | 山口竜一 | 53   | ダ1500m（良） | 1:38.2 (38.6)     | 0.3       | エックスダンス       |
|        | 8.     | 30     | 旭川   | ブリーダーズG                  | H1     | 14   | 1    | 1    | 1.3             | （1人）         | 8着  | 山口竜一 | 54   | ダ1600m（良） | 1:47.7 (43.2)     | 0.7       | ジェイドファスト     |
|        | 10.    | 4      | 旭川   | ルールオブロー賞               | OP     | 11   | 1    | 1    | 1.6             | （1人）         | 1着  | 山口竜一 | 55   | ダ1500m（稍） | 1:38.0 (39.4)     | -0.9      | （モエレジンダイコ） |
|        | 10.    | 25     | 札幌   | 北海道2歳優駿                  | JpnIII | 11   | 7    | 10   | 2.7             | （2人）         | 1着  | 山口竜一 | 55   | ダ1700m（良） | 1:47.0 (39.1)     | -0.1      | （ホウザン）         |
|        | 12.    | 19     | 川崎   | 全日本2歳優駿                  | JpnI   | 12   | 4    | 4    | 5.1             | （3人）         | 2着  | 山口竜一 | 55   | ダ1600m（良） | 1:42.0 (38.5)     | 0.2       | イイデケンシン       |
| 2008   | 3.     | 26     | 大井   | 京浜盃                         | SII    | 13   | 8    | 12   | 1.7             | （1人）         | 1着  | 今野忠成 | 55   | ダ1700m（稍） | 1:47.7 (39.1)     | -0.9      | （ディアヤマト）     |
|        | 4.     | 23     | 大井   | 羽田盃                         | SI     | 14   | 5    | 8    | 1.2             | （1人）         | 2着  | 今野忠成 | 56   | ダ1800m（良） | 1:53.0 (37.6)     | 0.2       | ニックバニヤン       |
|        | 6.     | 4      | 大井   | 東京ダービー                   | SI     | 16   | 4    | 8    | 1.4             | （1人）         | 4着  | 今野忠成 | 56   | ダ2000m（不） | 2:06.9 (39.7)     | 0.4       | ドリームスカイ       |
| 2009   | 8.     | 12     | 門別   | NOSAI日高特別                  | OP     | 8    | 3    | 3    | 1.9             | （1人）         | 7着  | 山口竜一 | 57   | ダ1800m（良） | 1:57.5 (38.3)     | 1.5       | コパノカチドキ       |
|        | 8.     | 27     | 門別   | ディープインパクト・プレミアム | OP     | 10   | 7    | 7    | 6.6             | （4人）         | 7着  | 山口竜一 | 57   | ダ1800m（稍） | 1:58.3 (40.2)     | 1.5       | コパノカチドキ       |

## 血統表
| ディラクエの血統                | ディラクエの血統                 | ディラクエの血統             | （血統表の出典）             | （血統表の出典）        |
| 父系                            | ニジンスキー系                   | ニジンスキー系               | ニジンスキー系               | [ § 2 ]                 |
| 父 フサイチコンコルド 1993 鹿毛 | 父の父Caerleon 1980 鹿毛         | Nijinsky                     | Northern Dancer              | Northern Dancer         |
| 父 フサイチコンコルド 1993 鹿毛 | 父の父Caerleon 1980 鹿毛         | Nijinsky                     | Flaming Page                 |                         |
| 父 フサイチコンコルド 1993 鹿毛 | 父の父Caerleon 1980 鹿毛         | Foresser                     | Round Table                  | Round Table             |
| 父 フサイチコンコルド 1993 鹿毛 | 父の父Caerleon 1980 鹿毛         | Foresser                     | Regal Gleam                  |                         |
| 父 フサイチコンコルド 1993 鹿毛 | 父の母*バレークイーン 1988 鹿毛  | Sadler's Wells               | Northern Dancer              | Northern Dancer         |
| 父 フサイチコンコルド 1993 鹿毛 | 父の母*バレークイーン 1988 鹿毛  | Sadler's Wells               | Fairy Bridge                 |                         |
| 父 フサイチコンコルド 1993 鹿毛 | 父の母*バレークイーン 1988 鹿毛  | Sun Princess                 | *イングリッシュプリンス      | *イングリッシュプリンス |
| 父 フサイチコンコルド 1993 鹿毛 | 父の母*バレークイーン 1988 鹿毛  | Sun Princess                 | Sunny Valley                 |                         |
| 母 エミスフェール 1996 鹿毛     | 母の父*ホワイトマズル 1990 鹿毛  | *ダンシングブレーヴ          | Lyphard                      | Lyphard                 |
| 母 エミスフェール 1996 鹿毛     | 母の父*ホワイトマズル 1990 鹿毛  | *ダンシングブレーヴ          | Navajo Princess              |                         |
| 母 エミスフェール 1996 鹿毛     | 母の父*ホワイトマズル 1990 鹿毛  | Fair of the Furze            | Ela-Mana-Mou                 | Ela-Mana-Mou            |
| 母 エミスフェール 1996 鹿毛     | 母の父*ホワイトマズル 1990 鹿毛  | Fair of the Furze            | Autocratic                   |                         |
| 母 エミスフェール 1996 鹿毛     | 母の母グレイエミネンス 1990 鹿毛 | *トニービン                  | *カンパラ                    | *カンパラ               |
| 母 エミスフェール 1996 鹿毛     | 母の母グレイエミネンス 1990 鹿毛 | *トニービン                  | Severn Bridge                |                         |
| 母 エミスフェール 1996 鹿毛     | 母の母グレイエミネンス 1990 鹿毛 | *グレイキル                  | Forceten                     | Forceten                |
| 母 エミスフェール 1996 鹿毛     | 母の母グレイエミネンス 1990 鹿毛 | *グレイキル                  | Desert Lass                  |                         |
| 母系(F-No.)                     | グレイキル(USA)系(FN:5-g)        | グレイキル(USA)系(FN:5-g)    | グレイキル(USA)系(FN:5-g)    | [ § 3 ]                 |
| 5代内の近親交配                 | Northern Dancer 4･4×5=15.63%     | Northern Dancer 4･4×5=15.63% | Northern Dancer 4･4×5=15.63% | [ § 4 ]                 |
| 出典                            | 1. 2. 3. 4.                      | 1. 2. 3. 4.                  | 1. 2. 3. 4.                  | 1. 2. 3. 4.             |

- 1歳上の半姉にはアネモネステークスを優勝し、地方競馬（船橋競馬場）所属馬として2頭目の桜花賞出走馬のエミーズスマイル[18]、その産駒に2023年福島記念勝ち馬のホウオウエミーズ、孫に2022年UAEダービー勝ち馬のクラウンプライドがいる。